# Associação Atlética Internacional (Limeira)
L'Associação Atlética Internacional, noto anche semplicemente come Internacional, o come Inter-SP o Inter de Limeira, è una società calcistica brasiliana con sede nella città di Limeira, nello stato di San Paolo.

## Storia
Il 2 ottobre 1913, presso il Teatro da Paz, alcuni membri di un club amatoriale chiamato Barroquinha, decisero di far diventare professionistico il loro club, e stabilirono un canone mensile da pagare da parte dei suoi membri e collaboratori. Il 5 ottobre 1913, l'Associação Atlética Internacional è stato ufficialmente fondato. Il club fu chiamato così in onore dell'Internacional di San Paolo (da non confondere con l'ancora attivo Internacional di Porto Alegre). Secondo alcuni tifosi, il club è stato chiamato così per onorare le varie comunità di immigrati presenti a Limeira, come tedeschi, italiani, giapponesi, e portoghesi.
Nel 1926, l'Internacional ha vinto il suo primo titolo, il Campeonato Paulista do Interior.
Nel 1982, il club ha partecipato al Campeonato Brasileiro Série A per la prima volta. L'Inter de Limeira ha terminato al 23º posto, davanti a grandi club come Cruzeiro e Atlético Paranaense.
Nel 1986, l'Internacional, gestito da Pepe, ha vinto il Campionato Paulista. È stata la prima squadra dell'entroterra che vinceva il campionato. In semifinale, l'Inter de Limeira sconfisse il Santos, e in finale, il club sconfisse il Palmeiras.
Nel 1988, l'Inter de Limeira ha vinto il suo primo titolo nazionale, il Campeonato Brasileiro Série B. Nella finale a quattro, il club ha terminato davanti al Náutico dello stato del Pernambuco, il Ponte Preta dello stato di San Paolo, e l'Americano dello stato di Rio de Janeiro. Il club fu così promosso nel Campeonato Brasileiro Série A dell'anno successivo. L'ultima stagione del club nella massima divisione brasiliana risale al 1990.

## Palmarès

### Competizioni nazionali
- Campeonato Brasileiro Série B: 1

1986, 1988

### Competizioni statali
- Campionato Paulista: 1

1986
- Campeonato Paulista Série A2: 3

1978, 1996, 2004
- Campeonato Paulista Série A3: 1

1966

### Competizioni giovanili
- Taça Belo Horizonte de Juniores: 1

1990